# Рапоне
Рапоне (итал. Rapone) је насеље у Италији у округу Потенца, региону Базиликата.
Према процени из 2011. у насељу је живело 663 становника. Насеље се налази на надморској висини од 811 м.

## Становништво
Према резултатима пописа становништва 2011. у општини је живело 1.013 становника.
| 1931. | 1936. | 1951. | 1961. | 1971. | 1981. | 1991. | 2001. | 2011. |
| ----- | ----- | ----- | ----- | ----- | ----- | ----- | ----- | ----- |
| 1.736 | 2.025 | 2.269 | 2.048 | 1.645 | 1.517 | 1.336 | 1.203 | 1.013 |